# سید حسین نقوی حسینی
سید حسین نقوی حسینی (زادهٔ ۱۳۳۹ ورامین) سیاستمدار ایرانی و نماینده حوزه انتخابیه ورامین، پیشوا و قرچک در مجلس شورای اسلامی بوده‌است. 
وی عضو فراکسیون رهروان ولایت، رئیس فراکسیون فرهنگیان و رئیس مجمع نمایندگان شهرستان‌های استان تهران بوده‌است. او سخنگوی کمیسیون ویژه برجام و همچنین سخنگوی کمیسیون امنیت ملی و سیاست خارجی مجلس شورای اسلامی نیز بود. نقوی حسینی به عنوان فعال‌ترین نماینده دوره هشتم، نهم و دهم مجلس شورای اسلامی معرفی شده‌است. همچنین او عضو پیشین جبهه پایداری انقلاب اسلامی بود.

در سیزدهمین دورهٔ انتخابات ریاست‌جمهوری در سال۱۴۰۰، ستاد ملت با ریاست  سیدحسین نقوی حسینی تشکیل شد. ستاد ملت باهدف فعالسازی کلیه ظرفیت های مردمی در جهت حضور حداکثری و انتخاب رئیسی و تحقق شعار «هر خانه، یک ستاد» تشکیل شد. نقوی حسینی همچنین عضو شورای پنج نفره برنامه ریزی ستاد نمایندگان مجلس و نمایندگان ادوار حامی  رئیسی در سیزدهمین دورهٔ انتخابات ریاست‌جمهوری بود.

## تحصیلات
وی دارای تحصیلات لیسانس رشته علوم سیاسی از دانشگاه تهران (با رتبه ۳۶ کشوری بدون سهمیه) و فوق لیسانس علوم سیاسی از دانشگاه تهران (با رتبه ۴ کشوری)  و دکتری علوم سیاسی  از دانشگاه آزاد اسلامی واحد علوم و تحقیقات تهران (با رتبه ۳ کشوری) است. (۸۶).

## سوابق شغلی
1. معاون وزیر آموزش و پرورش
2.مدیرکل تربیت معلم کل کشور
3.از مؤسسان دانشگاه فرهنگیان (مجتمع آموزش عالی پیامبر اعظم سابق)
4.سخنگوی کمیسیون امنیت ملی و سیاست خارجی مجلس شورای اسلامی
5. سخنگوی کمیسیون ویژه برجام
6. سخنگوی فراکسیون نمایندگان ولایی
7. عضو شورای برنامه ریزی استان تهران
8. رئیس مجمع نمایندگان استان تهران
9. عضو هیئت مدیره هلال احمر
10.عضو هیئت مدیره فدراسیون هندبال
11.رئیس فراکسیون فرهنگیان مجلس شورای اسلامی
12.رئیس کمیته مطالبات ملی مجلس شورای اسلامی
13.عضو کمیسیون تلفیق بودجه مجلس
14.عضو شورای بسیج عشایری کشور
15.عضو شورای عشایری استان تهران
16.عضو شورای اشتغال استان تهران
17.عضو شورای فرهنگی عمومی استان تهران
18.نایب رئیس گروه دوستی ایران و ایتالیا
19.نایب رئیس گروه دوستی ایران و صربستان
20.نایب رئیس گروه دوستی ایران و لتونی
21.نایب رئیس گروه دوستی ایران و آلبانی
22. رئیس دانشگاه ایرانیان دبی
23. ریاست ستاد ملت حامی  رئیسی در سیزدهمین دورهٔ انتخابات ریاست‌جمهوری
یکی از موارد قابل توجه، دعوت نقوی حسینی به عنوان سخنران نماز جمعه تهران است. در حالی که دعوت از نمایندگان مجلس به عنوان سخنران قبل از خطبه های نماز جمعه تهران مرسوم نیست و یا به ندرت صورت می گیرد، از ایشان دوبار و در دو مقطع حساس به عنوان سخنران قبل از خطبه های نماز جمعه تهران دعوت شد یک بار در دانشگاه تهران و یک بار هم در مصلای نماز جمعه تهران. وی همچنین سخنران مراسمات ۲۲ بهمن ، روز قدس و ۱۳ آبان در مراکز استان ها به‌طور مکرر بوده است.
نقوی حسینی به دلیل مورد اعتماد بودن از طرف مجلس شورای اسلامی و رهبری ده‌ها ماموریت و سفر دیپلماتیک به کشورهای مختلف جهان از جمله فرانسه، آلمان، روسیه، ایتالیا، اسپانیا، لهستان، ترکیه، مالزی، سوئیس، چین، لبنان، سوریه، عراق، عمان، قطر، مجارستان، مراکش، امارات متحده عربی، کامبوج و ... داشته است.

## حواشی
او که عضو و سخنگوی کمیسیون امنیت ملی و سیاست خارجی مجلس شورای اسلامی است، در جریان ناپدید شدن پرواز شماره ۳۷۰ هواپیمایی مالزی اظهار داشت که «ما عامل اصلی این ربایش را آمریکایی‌ها می‌دانیم و احتمالاً آن‌ها عواملی را اجیر کرده‌اند تا این کار را برایشان انجام دهند». او همچنین احتمال داد هدف آمریکایی‌ها از انجام این کار ایجاد اخلال در روابط بین ایران و کشورهای شرق و جنوب شرق آسیا بوده‌است.
وی از موافقان طرح استیضاح رضا فرجی‌دانا بود و استیضاح فرجی دانا را یکی از راهکارهای مقابله با فتنه جدیدی دانست که در دانشگاه‌های ایران در حال شکل‌گیری می‌باشد. وی بی‌تفاوتی فرجی دانا به توهین‌های مکرری که در ماه‌های صدارت وی به مقامات سیاسی ایران و حجاب شده‌است را از دلایل تقصیرکاری فرجی دانا دانست. وی همچنین تغییر ۱۲۰ نفر از مدیران دانشگاهی در طی ۴ ماه را از ایرادات وارده به فرجی دانا دانست.